# Pan Prokouk
Pan Prokouk je fiktivní animovaná postava. Je známá ze 6 krátkých filmů režiséra, výtvarníka a animátora Karla Zemana z let 1946–1955, později z důvodů jeho časové zaneprázdněnosti z natáčení celovečerních hraných filmů ji po něm v letech 1958–1959 převzal autorův blízký spolupracovník animátor Zdeněk Rozkopal, který natočil další 2 krátké animované filmy, a v roce 1972 Eugen Spálený, zeť autora a jeho žák, uzavřel filmografii animovaných filmů s postavou pana Prokouka podle originálních scénářů Karla Zemana posledním krátkým filmem.

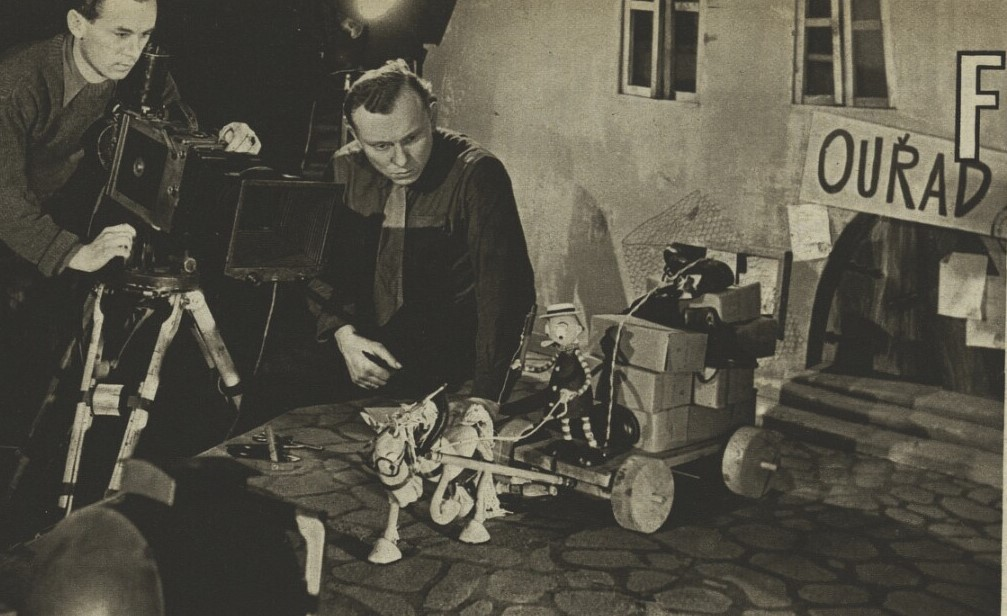
Natáčení filmu Pan Prokouk ouřaduje (1947)

Jde o loutku, která znázorňuje staršího hubeného nosatého muže s velkým knírem a slamákem. Tato ve své době (zejména 50. léta 20. století) velmi známá a populární postavička vznikla těsně po 2. světové válce a původně sloužila pro názornou filmovou agitaci prováděnou v kinech v době, kdy ještě neexistovala televize a lidé mnohem více chodili do biografů. Například první pětiminutový film Pan Prokouk: Podkova pro štěstí z roku 1946 nabádal občany ke sběru druhotných surovin.
Zeman v roce 1966 vytvořil pro archivní filmy Filmotéky Československého filmového ústavu krátkou úvodní znělku, v níž se pan Prokouk ukláněl divákům, čímž měl odkazovat na průkopníka české kinematografie Viktora Ponrepa.
Krátký film z roku 1964, ve kterém originální loutka pana Prokouka vystupuje jako skutečný cestovatel, se jmenuje Bez pasu a bez víza z Kudlova do San Franciska. Pojednává o skutečné cestě filmové loutky na filmový festival do USA na San Francisco International Film Festival spojenou také s návštěvou Disneylandu a Hollywoodu, kterou absolvoval společně se svým tvůrcem Karlem Zemanem a herečkou Olgou Schoberovou v souvislosti se soutěžním promítáním Zemanova hraného filmu Bláznova kronika.
V roce 1972 natočil Eugen Spálený poslední film s postavou pana Prokouka podle originálního scénáře Karla Zemana, který se jmenuje Prokouk hodinářem. Na rozdíl od předchozích loutkových filmů se tvůrci rozhodli pro formu ploškového filmu.

## Filmografie Karla Zemana
- Pan Prokouk: Podkova pro štěstí (1946)[5]
- Pan Prokouk v pokušení (1947)[6]
- Pan Prokouk ouřaduje (1947)[7]
- Pan Prokouk filmuje (1948)[8]
- Pan Prokouk vynálezcem (1949)[9]
- Pan Prokouk, přítel zvířátek (1955)[10]
- Bez pasu a bez víza z Kudlova do San Franciska (1964)[11]

## Filmografie Zdeňka Rozkopala
- Pan Prokouk detektivem (1958)[12]
- Pan Prokouk akrobatem (1959)[13]

## Filmografie Eugena Spáleného
- Prokouk hodinářem (1972)[14]

## Tvůrci
- Námět a scénář: Karel Zeman
- Kamera: Antonín Horák, Bedřich Jurda, Bohuslav Pikhart
- Střih: Zdeněk Stehlík, Dana Halašková, Ivan Matouš
- Hudba: Julius Kalaš, Zdeněk Liška, František Belfín
- Spolupracovali: Arnošt Kupčík, František Krčmář, Ludmila Spálená, Valentin Javořík, Antonín Buráň, Jaroslava Hrušková, Alena Vicherková
- Vyrobil: Krátký Film Zlín
- Produkce: Jaroslav Novotný, Karel Hutěčka
- Režie a pohyb loutek: Karel Zeman, Zdeněk Rozkopal, Eugen Spálený